# Chimgan
Coordenadas:41°29′40″N 70°03′28″E / 41.49444, 70.05778
Chimgan o Chimgon (en uzbeko: Chimgon; en ruso: Чимган) es una estación de esquí ubicada en el este de Uzbekistán, en una cordillera llamada Tian Shan, cerca de la ciudad de Chirchiq.

## Descripción

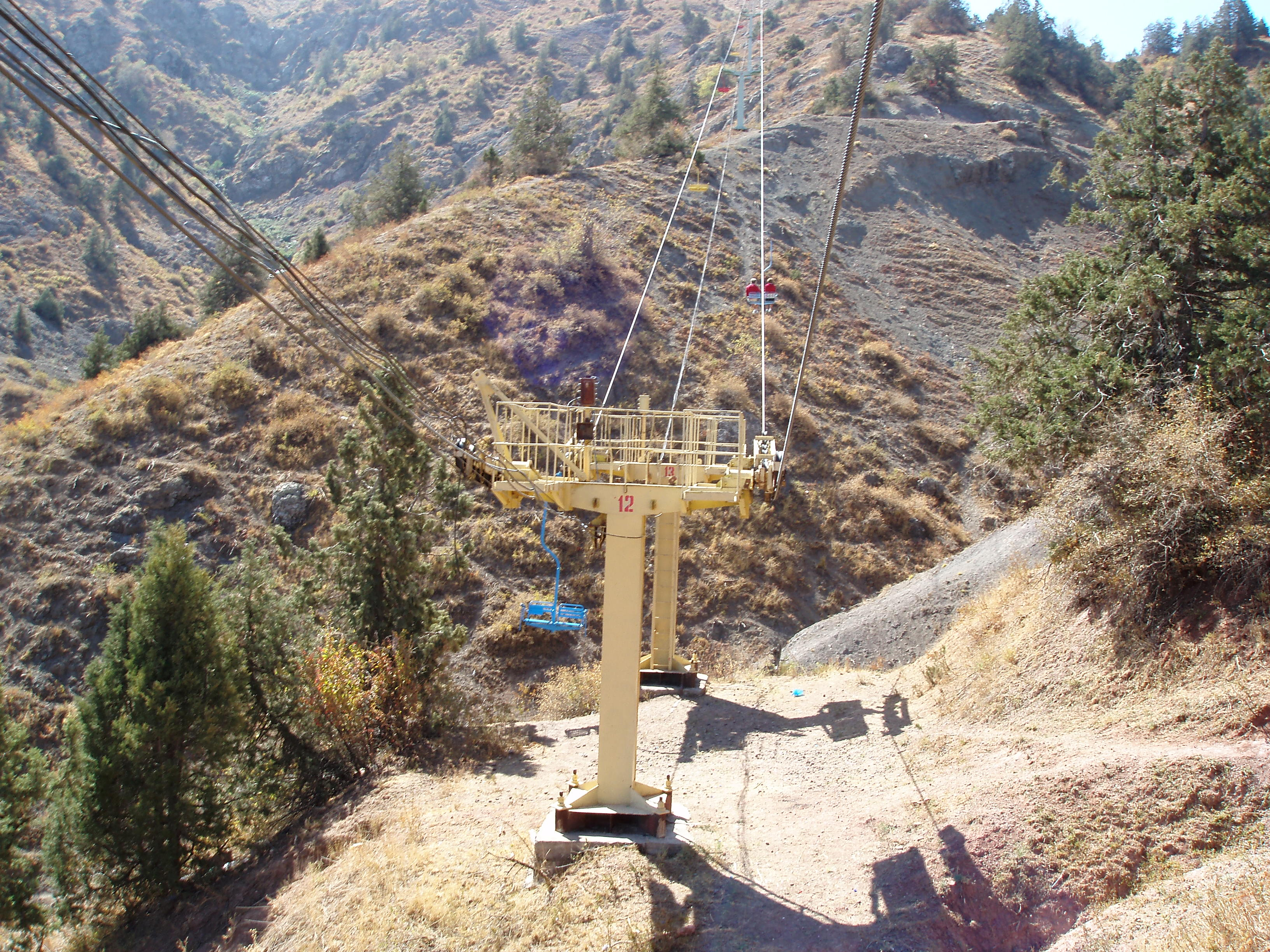
Telesilla en Chimgan en verano.

Esta estación de esquí está situada a 85 km de Taskent, la capital de Uzbekistán, en las cercanías de la cumbre Chatkal, a una elevación de 1.600 m s. n. m., en la parte occidental de la cordillera Tian Shan, circundando Taskent en su parte este. Hay complejos hoteleros y chalés en este centro de esquí.
El pico principal de esta área montañosa es el Gran Chimgan, con 3.309 metros de altitud.
Con más de 3.000 metros sobre el nivel del mar, la cadena Tian Shan tiene glaciares y nieves eternas en sus picos más elevados. En el invierno, la nieve llega a los sitios más bajos.

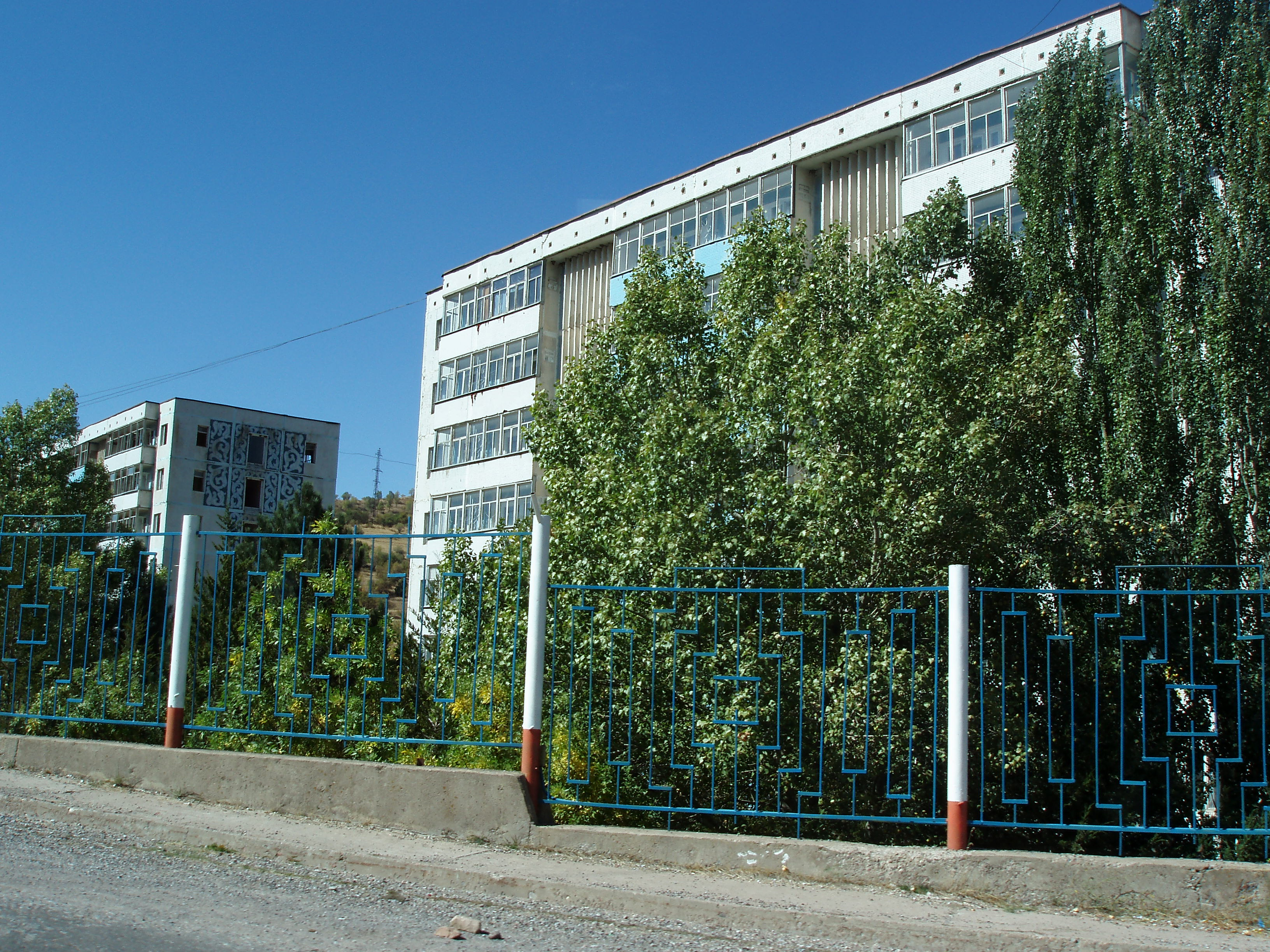
Hoteles de la época soviética.

El período esquiable empieza en diciembre y termina en la mitad de marzo.